# Abierto Mexicano de Tenis 2020 - Qualificazioni singolare femminile
Le qualificazioni del singolare femminile dell'Abierto Mexicano de Tenis 2020 sono state un torneo di tennis preliminare per accedere alla fase finale della manifestazione. Le vincitrici dell'ultimo turno entraranno di diritto nel tabellone principale. In caso di ritiro di una o più giocatrici aventi diritto a queste sono subentreranno le lucky loser, ossia le giocatrici che hanno perso nell'ultimo turno ma che avevano una classifica più alta rispetto alle altre partecipanti che avevano comunque perso nel turno finale.

## Teste di serie
1. Stefanie Vögele (primo turno)
2. Francesca Di Lorenzo (ultimo turno, lucky loser)
3. Lizette Cabrera (primo turno)
4. Kaja Juvan (qualificata)
5. Astra Sharma (primo turno)
6. Wang Xiyu (qualificata)

1. Nicole Gibbs (ultimo turno)
2. Usue Maitane Arconada (qualificata)
3. Anhelina Kalinina (ultimo turno)
4. Caroline Dolehide (qualificata)
5. Lara Arruabarrena (primo turno)
6. Allie Kiick (primo turno)

## Qualificate
1. Sara Errani
2. Usue Maitane Arconada
3. Leylah Fernandez

1. Kaja Juvan
2. Caroline Dolehide
3. Wang Xiyu

### Lucky loser
1. Francesca Di Lorenzo

## Tabellone

### Legenda
| - Q = Qualificato - WC = Wild card - LL = Lucky loser | - ALT = Alternate - SE = Special Exempt - PR = Protected Ranking | - w/o = Walkover - r = Ritirato - d = Squalificato |

### Sezione 1
|  | Primo turno | Primo turno              | Primo turno              | Primo turno | Primo turno |  |  | Ultimo turno | Ultimo turno | Ultimo turno | Ultimo turno | Ultimo turno |  |
|  |             |                          |                          |             |             |  |  |              |              |              |              |              |  |
|  | 1           | Stefanie Vögele          | Stefanie Vögele          | 1           | 2           |  |  |              |              |              |              |              |  |
|  | WC          | Sara Errani              | Sara Errani              | 6           | 6           |  |  | WC           | Sara Errani  | Sara Errani  | 6            | 6            |  |
|  | WC          | Fernanda Contreras Gómez | Fernanda Contreras Gómez | 2           | 3           |  |  | 7            | Nicole Gibbs | Nicole Gibbs | 3            | 0            |  |
|  | 7           | Nicole Gibbs             | Nicole Gibbs             | 6           | 6           |  |  |              |              |              |              |              |  |

### Sezione 2
|  | Primo turno | Primo turno            | Primo turno            | Primo turno | Primo turno |  |  | Ultimo turno | Ultimo turno          | Ultimo turno          | Ultimo turno | Ultimo turno |  |
|  |             |                        |                        |             |             |  |  |              |                       |                       |              |              |  |
|  | 2           | Francesca Di Lorenzo   | Francesca Di Lorenzo   | 6           | 6           |  |  |              |                       |                       |              |              |  |
|  | WC          | María Portillo Ramírez | María Portillo Ramírez | 3           | 1           |  |  | 2            | Francesca Di Lorenzo  | Francesca Di Lorenzo  | 3            | 3            |  |
|  |             | Elisabetta Cocciaretto | 6                      | 3           | 4           |  |  | 8            | Usue Maitane Arconada | Usue Maitane Arconada | 6            | 6            |  |
|  | 8           | Usue Maitane Arconada  | 3                      | 6           | 6           |  |  |              |                       |                       |              |              |  |

### Sezione 3
|  | Primo turno | Primo turno       | Primo turno       | Primo turno | Primo turno |  |  | Ultimo turno | Ultimo turno      | Ultimo turno      | Ultimo turno | Ultimo turno |  |
|  |             |                   |                   |             |             |  |  |              |                   |                   |              |              |  |
|  | 3           | Lizette Cabrera   | Lizette Cabrera   | 3           | 1           |  |  |              |                   |                   |              |              |  |
|  | WC          | Leylah Fernandez  | Leylah Fernandez  | 6           | 6           |  |  | WC           | Leylah Fernandez  | Leylah Fernandez  | 6            | 6            |  |
|  |             | Varvara Lepchenko | Varvara Lepchenko | 7           | 6           |  |  |              | Varvara Lepchenko | Varvara Lepchenko | 3            | 3            |  |
|  | 12          | Allie Kiick       | Allie Kiick       | 5           | 4           |  |  |              |                   |                   |              |              |  |

### Sezione 4
|  | Primo turno | Primo turno          | Primo turno     | Primo turno | Primo turno |  |  | Ultimo turno | Ultimo turno         | Ultimo turno         | Ultimo turno | Ultimo turno |  |
|  |             |                      |                 |             |             |  |  |              |                      |                      |              |              |  |
|  | 4           | Kaja Juvan           | Kaja Juvan      | 7           | 7           |  |  |              |                      |                      |              |              |  |
|  |             | Nadia Podoroska      | Nadia Podoroska | 65          | 62          |  |  | 4            | Kaja Juvan           | Kaja Juvan           | 6            | 6            |  |
|  |             | Verónica Cepede Royg | 7               | 3           | 6           |  |  |              | Verónica Cepede Royg | Verónica Cepede Royg | 2            | 3            |  |
|  | 11          | Lara Arruabarrena    | 65              | 6           | 1           |  |  |              |                      |                      |              |              |  |

### Sezione 5
|  | Primo turno | Primo turno            | Primo turno | Primo turno | Primo turno |  |  | Ultimo turno | Ultimo turno           | Ultimo turno           | Ultimo turno | Ultimo turno |  |
|  |             |                        |             |             |             |  |  |              |                        |                        |              |              |  |
|  | 5           | Astra Sharma           | 4           | 7           | 3           |  |  |              |                        |                        |              |              |  |
|  |             | Giulia Gatto-Monticone | 6           | 5           | 6           |  |  |              | Giulia Gatto-Monticone | Giulia Gatto-Monticone | 1            | 6            |  |
|  |             | Martina Trevisan       | 6           | 3           | 2           |  |  | 10           | Caroline Dolehide      | Caroline Dolehide      | 6            | 7            |  |
|  | 10          | Caroline Dolehide      | 4           | 6           | 6           |  |  |              |                        |                        |              |              |  |

### Sezione 6
|  | Primo turno | Primo turno       | Primo turno       | Primo turno | Primo turno |  |  | Ultimo turno | Ultimo turno      | Ultimo turno      | Ultimo turno | Ultimo turno |  |
|  |             |                   |                   |             |             |  |  |              |                   |                   |              |              |  |
|  | 6           | Wang Xiyu         | Wang Xiyu         | 6           | 6           |  |  |              |                   |                   |              |              |  |
|  |             | Mayo Hibi         | Mayo Hibi         | 3           | 4           |  |  | 6            | Wang Xiyu         | Wang Xiyu         | 7            | 7            |  |
|  |             | Kristína Kučová   | Kristína Kučová   | 3           | 1           |  |  | 9            | Anhelina Kalinina | Anhelina Kalinina | 6(0)         | 5            |  |
|  | 9           | Anhelina Kalinina | Anhelina Kalinina | 6           | 6           |  |  |              |                   |                   |              |              |  |